# Bruno Mossa de Rezende
Bruno Mossa de Rezende o simplemente Bruninho (Río de Janeiro, Brasil, 2 de julio de 1986) es un jugador de voleibol brasileño que juega como armador en el Lube Macerata de Italia y en la Selección de voleibol de Brasil. Es hijo del entrenador Bernardinho.

## Trayectoria

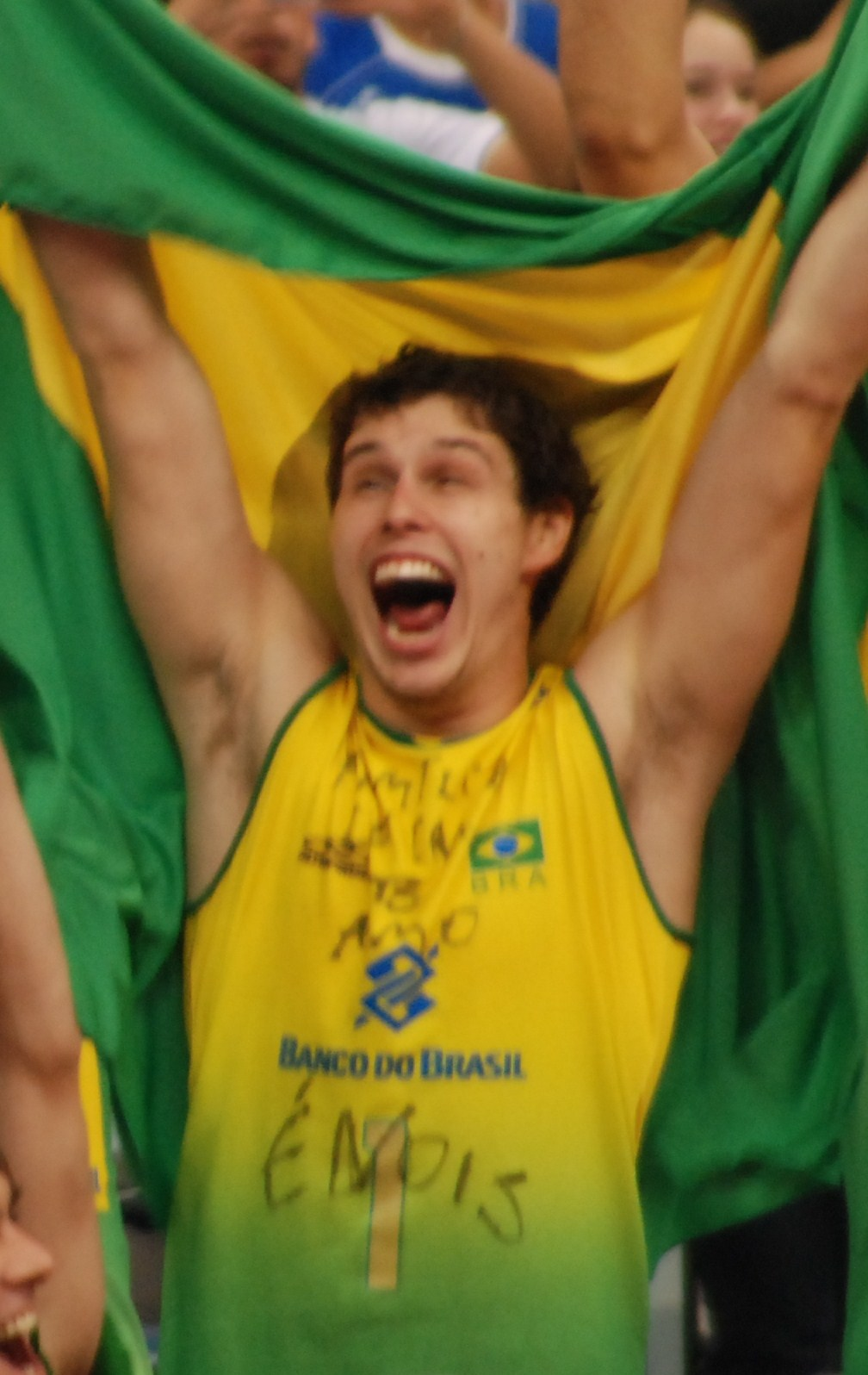
Bruno Rezende en 2009 con la selección nacional de voleibol.

### Clubes
Hijo de los exjugadores de vóleibol Bernardinho y Vera Mossa, empezó a jugar en los juveniles del Esporte Club Unisol. En la temporada 2005-06 fichó por el Cimed Florianópolis y en seis años consiguió ganar cinco campeonatos de Brasil, la Copa de Brasil de 2007 y el Campeonato Sudamericano de Clubes de 2009. En abril de 2011 llegó como cedido al Pallavolo Modena de Italia disputando únicamente los playoff donde el equipo cayó en las semifinales ante el Trentino Volley. Regresó al Cimed por una temporada antes de fichar por el RJX Río de Janeiro con el que ganó otro campeonato brasileño, el sexto de su carrera. En verano de 2014 empezó una nueva etapa con el Pallavolo Modena italiano consiguiendo ganar el Campeonato de Italia de 2015-16, las Copas de Italia de 2014-15, 2015-16 y la Supercopa de Italia de 2015. En verano 2016 regresó al campeonato brasileño en el SESI São Paulo.

### Selección
Internacional con Brasil desde 2005 ha participado en tres ediciones de los Juegos Olímpicos ganando las medallas de platas en Pekín 2008 y en Londres 2012 antes de coronarse campeón olímpico en Río de Janeiro 2016.
Se ha proclamado campeón mundial en la cita disputada en Italia en 2010 y subcampeón en la siguiente; además en su palmarés cuenta con dos Ligas Mundiales y cuatro Campeonatos Sudamericanos.

## Palmarés

### Clubes
- Campeonato de Brasil (6): 2003-04, 2005-06, 2007-08, 2008-09, 2009-10, 2012-13
- Copa de Brasil (1): 2007
- Campeonato Sudamericano de Clubes (1): 2009
- Campeonato de Italia (1): 2015-16
- Copa de Italia (2): 2014-15, 2015-16

### Premios personales
- Mejor Armador de la Super Liga Brasileña: 2005–06 y 2006–07[5] 2007–08[6]
- Mejor Armador de la Copa de Campeones de Vóleibol: 2009 y 2013

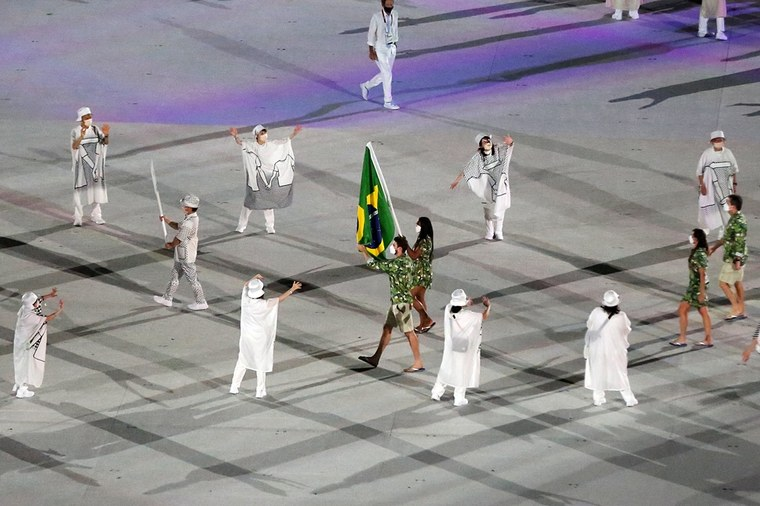
Bruninho, de voleibol, y Ketleyn Quadros, de judo, fueron los abanderados de la delegación de Brasil en el desfile de Naciones de los Juegos Olímpicos de Verano de 2020

- Mejor Armador de la Liga Mundial: 2013
- Mejor Armador del Campeonato Sudamericano: 2013
- Mejor Armador de la Copa América: 2007 y 2008

| Predecesor: Yane Marques Río de Janeiro 2016 | Abanderado de Brasil en los JJ. OO. de verano Tokio 2020 (junto con Ketleyn Quadros) | Sucesor: A confirmar París 2024 |